# تاجیکستان (ناحیه بلجوان)
تاجیکستان (به لاتین: Tojikiston) یک منطقهٔ مسکونی در تاجیکستان است که در ناحیه بلجوان واقع شده‌است. تاجیکستان ۵٬۴۷۴ نفر جمعیت دارد.